# Phacelia maculata
Phacelia maculata là loài thực vật có hoa trong họ Mồ hôi. Loài này được Alph. Wood miêu tả khoa học đầu tiên năm 1870.